# La Spezia Migliarina
La Spezia Migliarina (wł. Stazione di La Spezia Migliarina) – stacja kolejowa w La Spezia, w regionie Liguria, we Włoszech. Znajdują się tu trzy perony. Stacja ma kategorię srebrną.